# Le Mans 24-timmars 1966
Le Mans 24-timmars 1966 kördes den 18-19 juni på Circuit de la Sarthe. Det var Fords första seger i tävlingen.

## Slutresultat
| Plats | Förare                         | Märke          | Varv |
| ----- | ------------------------------ | -------------- | ---- |
| 1     | Bruce McLaren Chris Amon       | Ford           | 360  |
| 2     | Ken Miles Denny Hulme          | Ford           | 360  |
| 3     | Ronnie Bucknum Dick Hutcherson | Ford           | 348  |
| 4     | Jo Siffert Colin Davis         | Porsche        | 339  |
| 5     | Hans Herrmann Herbert Linge    | Porsche        | 338  |
| 6     | Udo Schütz Peter de Klerk      | Porsche        | 337  |
| 7     | Günther Klass Rolf Stommelen   | Porsche        | 330  |
| 8     | Piers Courage Roy Pike         | Ferrari        | 311  |
| 9     | Henri Grandsire Leo Cella      | Alpine-Renault | 310  |
| 10    | Pierre Noblet Claude Dubois    | Ferrari        | 310  |